# Susumu Terajima
Pour les articles homonymes, voir Terajima.
Susumu Terajima (寺島進, Terajima Susumu), né le 12 novembre 1963 à Tokyo, est un acteur japonais. Il a notamment joué dans de nombreux films de Takeshi Kitano : Violent Cop, A Scene at the Sea, Sonatine, mélodie mortelle, Getting Any?, Kids Return, Hana-bi, Aniki, mon frère.

## Filmographie sélective

### Années 1980
- 1986 : A-hōmansu (ア・ホーマンス?) de Yūsaku Matsuda
- 1987 : Itoshino Half Moon (愛しのハーフ・ムーン, Itoshino hāfu mūn?) de Yōjirō Takita
- 1988 : So What de Naoto Yamakawa (ja)
- 1989 : Violent Cop (その男、凶暴につき, Sono otoko kyobo ni tsuki?) de Takeshi Kitano
- 1989 : Orugōru (オルゴール?) de Mitsuo Kurotsuchi (ja)

### Années 1990
- 1990 : Inamura Jane (稲村ジェーン?) de Keisuke Kuwata
- 1991 : A scene at the sea (あの夏、いちばん静かな海, Ano natsu ichiban shizukana umi?) de Takeshi Kitano
- 1993 : Sonatine, mélodie mortelle (ソナチネ, Sonachine?) de Takeshi Kitano
- 1994 : La Chanson de l'éléphant (エレファント・ソング, Elephant Song?) de Gō Rijū (en)
- 1994 : Getting Any? (みんな~　やってるか！, Minnā-yatteruka!?) de Takeshi Kitano
- 1995 : Marks (マークスの山, Mākusu no yama?) de Yōichi Sai
- 1995 : Okaeri (おかえり?) de Makoto Shinozaki
- 1996 : Kids Return (キッズ・リターン, Kizu ritan?) de Takeshi Kitano
- 1996 : Katte ni shiyagare!! Narikin keikaku (勝手にしやがれ！！ 英雄計画?) de Kiyoshi Kurosawa (TV)
- 1996 : Deux voyous (チンピラ, Chinpira?) de Shinji Aoyama
- 1997 : Postman Blues (ja) (ポストマン・ブルース?) de Sabu
- 1997 : Hana-bi (花火?) de Takeshi Kitano
- 1998 : Unlucky Monkey (アンラッキー・モンキー?) de Sabu
- 1998 : After Life (ワンダフルライフ, Wandafuru raifu?) de Hirokazu Kore-eda : Satoru Kawashima
- 1998 : Shark Skin Man and Peach Hip Girl (鮫肌男と桃尻女, Samehada otoko to momojiri onna?) de Katsuhito Ishii
- 1998 : Eyes of the Spider (蜘蛛の瞳, Kumo no hitomi?) de Kiyoshi Kurosawa
- 1999 : Dead or Alive (DEAD OR ALIVE 犯罪者, Dead or Alive: Hanzaisha?) de Takashi Miike
- 1999 : Black Angel Vol. 2 (黒の天使 Vol.2, Kuro no tenshi Vol. 2?) de Takashi Ishii
- 1999 : Tabou (御法度, Gohatto?) de Nagisa Ōshima

### Années 2000
- 2000 : Isola: Tajū jinkaku shōjo (ISOLA 多重人格少女?) de Toshiyuki Mizutani (ja)
- 1999 : Monday de Sabu
- 2000 : Hysteric de Takahisa Zeze
- 2000 : Aniki, mon frère (ブラザー, Burozā?, Brother) de Takeshi Kitano
- 2001 : Sora no ana (空の穴?) de Kazuyoshi Kumakiri
- 2001 : Distance (ディスタンス, Disutansu?) de Hirokazu Kore-eda : Makoto
- 2001 : Ichi the Killer (殺し屋1, Koroshiya 1?) de Takashi Miike
- 2001 : Misuzu (みすゞ?) de Shō Igarashi (ja)
- 2002 : Harmful Insect (害虫, Gaichū?) de Akihiko Shiota
- 2002 : DRIVE (ja) de Sabu
- 2002 : A Snake of June (六月の蛇, Rokugatsu no hebi?) de Shin'ya Tsukamoto
- 2002 : Asakusa Kid (浅草キッド?) de Makoto Shinozaki
- 2002 : Blessing Bell (幸福の鐘, kōfuku no kane?) de Sabu
- 2002 : L'Été d'un garçon en 1945 (美しい夏キリシマ, Utsukushii natsu Kirishima?) de Kazuo Kuroki
- 2002 : Kakuto (カクト?) de Yūsuke Iseya
- 2002 : Wild Berries (蛇イチゴ, Hebi ichigo?) de Miwa Nishikawa
- 2003 : Thirteen Steps (13階段, jū-san kaidan?) de Masahiko Nagasawa
- 2003 : Moon Child (ムーンチャイルド, Mūn chairudo?) de Takahisa Zeze
- 2004 : Jump (ジャンプ, Janpu?) de Masao Takeshita (ja)
- 2003 : Hard Luck Hero (ja) (ハードラックヒーロー?) de Sabu
- 2004 : Te o nigiru dorobō no hanashi (手を握る泥棒の物語?) de Isshin Inudō
- 2004 : Flower and Snake (花と蛇, Hana to hebi?) de Takashi Ishii
- 2004 : Casshern (キャシャーン, Kyashān?) de Kazuaki Kiriya
- 2004 : Nobody Knows (誰も知らない, Dare mo shiranai?) de Hirokazu Kore-eda : entraîneur de baseball
- 2004 : The Taste of Tea (茶の味, Cha no aji?) de Katsuhito Ishii
- 2004 : Cursed (「超」怖い話Ａ 闇の鴉, 'Chō' kowai hanashi A: yami no karasu?) de Yoshihiro Hoshino
- 2004 : Hicchi haiku: oboreru hakobune (ヒッチ・ハイク 溺れる箱舟?) de Takeshi Yokoi (ja)
- 2004 : Izo (イゾウ?) de Takashi Miike
- 2004 : Blood and Bones (血と骨, Chi to hone?)  de Yōichi Sai
- 2005 : Funky Forest: The First Contact (ナイスの森〜The First Contact〜, Naisu no mori: The First Contact?) de Katsuhito Ishii, Hajime Ishimine (ja) et Shun'ichirō Miki (ja)
- 2005 : Kita no zeronen (北の零年?) de Isao Yukisada
- 2005 : Kaizoku jingi (海賊仁義?) de Atsushi Muroga (ja)
- 2005 : Gokudō no onna-tachi: Jōen (極道の妻たち 情炎?) de Hajime Hashimoto (ja)
- 2005 : Mayonaka no Yaji-san Kita-san (真夜中の弥次さん喜多さん?) de Kankurō Kudō
- 2005 : Kōshōnin Mashimo Masayoshi (交渉人 真下正義?) de Katsuyuki Motohiro
- 2005 : Ubume no natsu (姑獲鳥の夏?) de Akio Jissōji
- 2005 : Takeshis' (タケシズ, Takeshizu?) de Takeshi Kitano
- 2005 : Custom Made 10.30 (カスタムメイド10.30, Kasutamu-meido 10.30?) de Hajime Ishimine (ja)
- 2005 : Shissō (ja) (疾走?) de Sabu
- 2005 : Rampo noir (乱歩地獄, Ranpo jigoku?), segment Kagami jigoku d'Akio Jissōji
- 2006 : Gamera: The Brave (小さき勇者たち〜ガメラ〜, Chīsaki yūsha tachi ~Gamera~?) de Ryūta Tazaki
- 2006 : The Uchōten Hotel (THE 有頂天ホテル, The uchōten hoteru?) de Kōki Mitani : Jose Kōchi
- 2006 : LoveDeath de Ryuhei Kitamura
- 2006 : Hana (花よりもなほ, Hana yori mo naho?) de Hirokazu Kore-eda : Kichiemon Terasaka
- 2006 : Hula Girls (フラガール, Hura gāru?) de Lee Sang-il : un yakuza
- 2008 : Still Walking (歩いても 歩いても, Aruitemo aruitemo?) : le livreur de sushi
- 2009 : Goemon: The Freedom Fighter (ゴエモン, Goemon?) de Kazuaki Kiriya
- 2008 : Achille et la Tortue (アキレスと亀, Akiresu to kame?) de Takeshi Kitano
- 2008 : The Magic Hour (ザ・マジックアワー, Za majikku awā?) de Kōki Mitani
- 2009 : Air Doll (空気人形, Kūki ningyō?) de Hirokazu Kore-eda : Todoroki

### Années 2010
- 2010 : Zatōichi: The Last (座頭市 THE LAST?) de Junji Sakamoto
- 2015 : Savage Night[1] de Kristof Sagna (court-métrage)[2]
- 2015 : Le Voyage de Chasuke (天の茶助, Ten no Chasuke?) de Sabu
- 2019 : Tajūrō jun'aiki (多十郎殉愛記?) de Sadao Nakajima
- 2019 : Kioku ni gozaimasen (記憶にございません!?) de Kōki Mitani

## Doublage
- 2004 : Steamboy (スチームボーイ, Suchīmubōi?) de Katsuhiro Ōtomo : Alfred Smith (voix)
- 2014 : Souvenirs de Marnie (思い出のマーニー, Omoide no Mānī?) de Hiromasa Yonebayashi : Kiyomasa Oiwa (voix)

## Jeux vidéo
- 2006 : Yakuza 2 : Jiro Kawara
- 2017 : Yakuza Kiwami 2 : Jiro Kawara (voix et capture de mouvement)

## Distinctions
Sauf indication contraire, les informations mentionnées dans cette section peuvent être confirmées par la base de données cinématographiques IMDb,  présente dans la section « Liens externes ».

### Récompenses
- Prix du meilleur acteur lors des Japanese Professional Movie Awards 2002, pour Hole in the Sky et Misuzu[3]
- Prix Mainichi du meilleur second rôle masculin en 2002 pour Misuzu, Aniki, mon frère et Hole in the Sky[4]

### Sélection
- Prix du meilleur acteur dans un second rôle pour Kōshōnin Mashimo Masayoshi aux Japan academy Prize 2006[5]